# جورج بلات بريت
جورج بلات بريت (بالإنجليزية: George Platt Brett)‏ هو ناشر أمريكي، ولد في 9 ديسمبر 1893 في دارين في الولايات المتحدة، وتوفي في 11 فبراير 1984.